# Dongargi, Bhalki
Dongargi là một làng thuộc tehsil Bhalki, huyện Bidar, bang Karnataka, Ấn Độ.